# Laurent Sénéchal
Laurent Sénéchal (* 1978 in Mâcon) ist ein französischer Filmeditor und Schnittassistent. Er war seit Beginn der 2000er-Jahre an über 30 Fernseh- und Filmproduktionen beteiligt. Für seine Arbeit an dem Spielfilm Anatomie eines Falls (2023) von Justine Triet gewann er unter anderem den César, den Europäischen Filmpreis und wurde für den Oscar nominiert.

## Leben und Karriere
Laurent Sénéchal wurde in Frankreich geboren, wuchs aber im Kongo, Tschad und in Benin auf. Er absolvierte ein Filmstudium an der Universität Paris VIII.
Ab Beginn der 2000er-Jahre trat Sénéchal als Filmeditor von Kurzfilmen in Erscheinung. Später schnitt er auch Spielfilme. Zu einer wiederholten Zusammenarbeit kam es dabei mit den Filmemachern Arthur Harari (Des jours dans la rue, La main sur la gueule, Peine perdue, Schwarzer Diamant, Onoda – 10.000 Nächte im Dschungel) und Justine Triet (Des ombres dans la maison, Victoria – Männer & andere Missgeschicke, Sibyl – Therapie zwecklos, Anatomie eines Falls). Für Triets vielfach preisgekröntes Justizdrama Anatomie eines Falls gewann er den César, den Europäischen Filmpreis und den Los Angeles Film Critics Association Award. Auch erhielt er Nominierungen für den britischen BAFTA Award und Oscar.
Als Schnittassistent war Sénéchal unter anderem an Spielfilmen wie dem Historiendrama Vénus noire (2010) von Abdellatif Kechiche oder der Komödie Auf den Spuren des Marsupilami (2012) von Alain Chabat beteiligt. Auch arbeitete er in dieser Position an Fernsehformaten wie Kommissar Navarro (2004–2006), Agatha Christie: Mörderische Spiele (2009), The Cop – Crime Scene Paris (2013) oder Transporter: Die Serie (2014) mit.
Im Jahr 2007 gab Sénéchal mit dem 19-minütigen Kurzfilm Nyaman’ gouacou (Viande de ta mère) sein Debüt als Filmregisseur und Drehbuchautor. Das Werk, das einen kongolesischen Jugendlichen in den Mittelpunkt stellt, brachte ihm den Prix SACD für das beste Erstlingswerk des Festival du Court-Métrage de Clermont-Ferrand ein.

## Filmografie (Auswahl)

### Editor
- 2002: Bohalle (Kurzfilm) – Regie: Benoît Boussard
- 2005: Des jours dans la rue (Kurzfilm) – Regie: Arthur Harari
- 2007: La main sur la gueule – Regie: Arthur Harari
- 2009: Nid d’oiseau (Kurzfilm) – Regie: Ho Lam
- 2010: Des ombres dans la maison (Dokumentarfilm) – Regie: Justine Triet
- 2011: Dahu (Kurzfilm) – Regie: Tom Harari
- 2013: Peine perdue (Kurzfilm) – Regie: Arthur Harari
- 2014: Madeleine et les deux Apaches (Kurzfilm) – Regie: Christelle Lheureux
- 2014: La nuit tombe (Kurzfilm) – Regie: Benjamin Papin
- 2016: Schwarzer Diamant (Diamant noir) – Regie: Arthur Harari
- 2016: Victoria – Männer & andere Missgeschicke (Victoria) – Regie: Justine Triet
- 2017: Wallay – Regie: Berni Goldblat
- 2017: Le collectionneur (Kurzfilm) – Regie: Thomas Lévy-Lasne
- 2018: Le cinéma de maman (Kurzfilm) – Regie: Valérie Donzelli
- 2018: Euch zu lieben ist mein Leben (C’est ça l’amour) – Regie: Claire Burger
- 2019: Sibyl – Therapie zwecklos (Sibyl) – Regie: Justine Triet
- 2021: Onoda – 10.000 Nächte im Dschungel (Onoda) – Regie: Arthur Harari
- 2023: Dilemne, Dilemme (Kurzfilm) – Regie: Jacky Goldberg
- 2023: Anatomie eines Falls (Anatomie d’une chute) – Regie: Justine Triet
- 2024: Die Schattenjäger (Les Fantômes)

### Regie und Drehbuch
- 2007: Nyaman’ gouacou (Viande de ta mère) – Kurzfilm

## Auszeichnungen (Auswahl)
- 2007: Prix SACD des Festival du Court-Métrage de Clermont-Ferrand für Nyaman’ gouacou (Viande de ta mère) (Bestes Erstlingswerk)
- 2023: Europäischer Filmpreis für Anatomie eines Falls (Bester Schnitt)
- 2023: Los Angeles Film Critics Association Award für Anatomie eines Falls (Bester Schnitt)
- 2023: San Diego Film Critics Society Award für Anatomie eines Falls (Bester Schnitt)
- 2024: Nominierung – British Academy Film Award für Anatomie eines Falls (Bester Schnitt)
- 2024: César für Anatomie eines Falls (Bester Schnitt)
- 2024: Nominierung – Oscar für Anatomie eines Falls (Bester Schnitt)